# Walheim
Walheim é um município da Alemanha, no distrito de Ludwigsburg, na região administrativa de Estugarda, estado de Baden-Württemberg.